# 史泰祖
史泰祖，JP（1952年1月16日—），是香港皮膚科醫生，匯賢智庫副主席，香港醫學會前副會長以及新力量網絡前主席。曾為新民黨副主席，現已退黨。育有三名子女，分別為長子史雋維，次女史雋丹及三女史雋皓。

## 政治生涯
2007年香港立法會香港島地方選區補選中，由於一早答應支持獲建制派支持的獨立候選人葉劉淑儀，所以後來泛民主派的陳方安生決定參選時，史泰祖不支持，因而受到泛民主派的抨擊。
2008年香港立法會選舉，史泰祖獲葉劉淑儀邀請，加入其港島區參選名單，排名第二出選。競選期間，被問到北京公安對香港記者施以「叉頸」有何意見，史表示「人一定唔可以，但我知道有時動物都會咁樣箍住」（書面語：人一定不可以，但我知道動物有時候也會被這樣纏着）。有報章認為此言論是將記者比作動物。最後史泰祖僅取得2.82%的得票餘額，未能隨葉劉淑儀一同當選。
2014年10月29日，醫學會會長史泰祖日前否決就業界佔中立場作民調，更與支持調查的前會長蔡堅關係撕裂，蔡堅昨批評史泰祖令醫學會退縮，他將不再參與會務以示抗議。

## 簡歷
- 1962年，德信學校畢業[6]
- 1969年，喇沙書院中學畢業
- 1977年，香港大學醫學院畢業，曾任伊利沙伯醫院內科及心臟科實習醫生。
- 1985年，移民加拿大，於多倫多大學醫院內科部工作。
- 1991年，成為皮膚科醫生。
- 1995年，重返香港發展。
- 2009年，被委任為太平紳士

## 職務
- 新力量網絡前主席
- 香港醫學會會董
- 香港唐氏綜合症協會執行委員會秘書

## 專業失當
2022年8月30日，醫委會召開紀律聆訊，裁定史泰祖專業失當罪成，事緣於2016年他誤將一名病人的濕疹當疣醫治，令該病人感受到劇烈疼痛，程度近乎暈厥。其後該病人到另一醫生求診，被診斷為汗皰疹(皮膚濕疹的一種)。

## 外部連結
- 史泰祖醫生都有失落時（页面存档备份，存于）
- 史泰祖醫生已婚，屋企有三個女[永久]
- 史泰祖醫生診所資料[永久]